# Riocentro

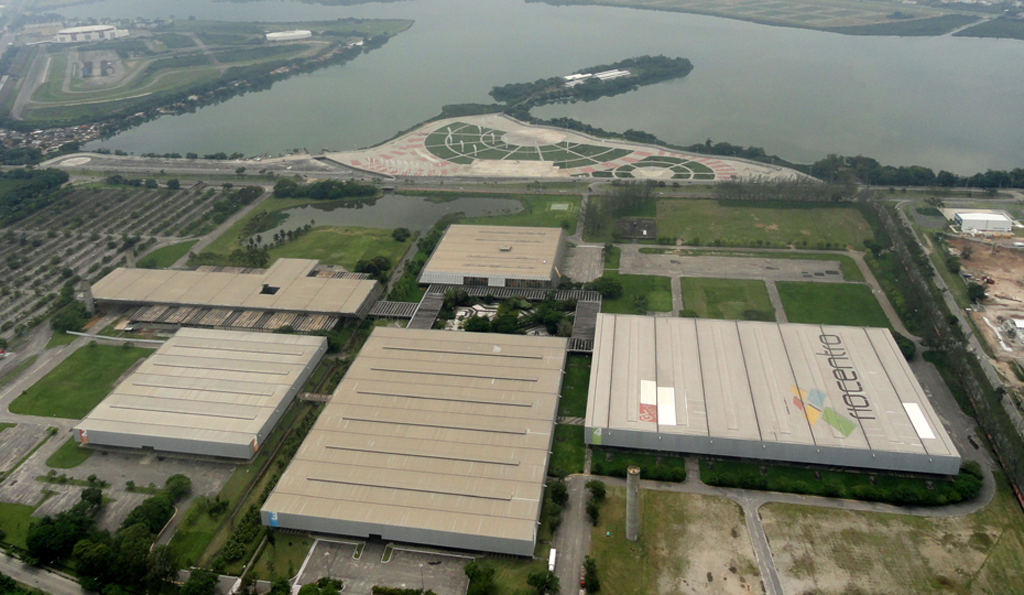
Riocentro, Rio de Janeiro, Brasilien, 2012

Riocentro ist ein Konferenz- und Messezentrum in Barra da Tijuca, einem Stadtteil im Südwesten von Rio de Janeiro. Das 1977 erbaute Zentrum umfasst fünf Ausstellungshallen, Verwaltungsbüros und das Fünf-Sterne-Hotel Grande Mercure mit 306 Zimmern. Es gilt als das größte seiner Art in Lateinamerika und wird seit 2006 von dem französischen Unternehmen GL Events betrieben.
Auf dem 57 Hektar großen Gelände befinden sich die fünf miteinander verbundenen Hallen mit insgesamt einer Fläche von 87.000 m².
- Halle 1 mit Ticket- und Verwaltungsbüros (Fläche: 8.752 m²)
- Halle 2 (Fläche: 11.464 m²)
- Halle 3 (Fläche: 22.702 m²)
- Halle 4 (Fläche: 22.988 m²)
- Halle 5 (Fläche: 16.208 m²)

## Olympische Spiele 2016
Für die Olympischen Spiele 2016 wurde das Riocentro modernisiert und um eine sechste nicht permanente Halle erweitert. Diese provisorische Halle 6 hat eine Fläche von 14.000 m².
Bei den Olympischen Spielen ist das Riocentro die Wettkampfstätte für vier Sportarten. Gewichtheben wird in Halle 2, Tischtennis in Halle 3, Badminton in Halle 4 und Boxen in der Halle 6 ausgetragen. Bei den Paralympics 2016 sind es drei Sportarten: Powerlifting in Halle 2, Tischtennis in Halle 3 und Sitzvolleyball in Halle 6.